# Jaime Sáez Quiroz
Jaime Salvador Sáez Quiroz (Temuco, 9 de diciembre de 1985) es administrador hotelero, administrador público, activista medioambiental y político chileno, militante y Jefe de Bancada del partido Frente Amplio (FA). Desde marzo de 2022 ejerce como diputado de la República en representación del distrito n° 26 de la Región de Los Lagos, por el período legislativo 2022-2026.

## Biografía

### Familia, Estudios y vida laboral
Nació en Temuco el 9 de diciembre de 1985. Sus padres son Juan Antonio Sáez Henríquez y Mónica Inés Quiroz Reyes. Realizó su enseñanza media en el Instituto del Pacífico de Puerto Montt, terminándola en el año 2003. Se casó el 14 de noviembre de 2015 con Nataly Amanda Sáez Muñoz.
Estudió Administración Hotelera Internacional en Inacap sede de Valdivia y ha trabajado gran parte de su vida en ello. Posee un magíster en Desarrollo a Escala Humana y Economía Ecológica en la Facultad de Ciencias Económicas y Administrativas de la Universidad Austral de Chile. Recientemente se tituló de Administrador Público en la Universidad San Sebastián. También se desempeñó como consultor independiente en desarrollo organizacional, asesoría en gestión de emprendimientos, apoyo en desarrollo y la gestión de organizaciones de mujeres rurales.

### Carrera Política
Es militante de Revolución Democrática desde los inicios del partido y fue partícipe de la creación del Frente Amplio en la región de Los Lagos. Como activista ha participado en diversos movimientos medioambientales.
En 2020 incursiona por primera vez como candidato a una votación popular, en las primarias de gobernadores del Frente Amplio para la región de Los Lagos, obtiene la nominación venciendo por una estrecha diferencia a Pamela Leal, candidata de Comunes. Finalmente, en las elecciones de gobernador regional de Los Lagos obtiene el 9,26% de los votos, quedando en el último lugar.
En 2021 postula como candidato a diputado por el distrito n.°26 para las elecciones parlamentarias de ese año, en la lista de Apruebo Dignidad y en representación de RD. Durante la campaña firmó en un compromiso para legislar a favor de la protección de la biodiversidad del archipiélago de Chiloé. Logra ser electo con 4.776 votos, equivalentes al 3,2% del total de los sufragios.
Asumió el cargo de diputado el 11 de marzo del 2022 y actualmente preside la comisión permanente de Obras Públicas, Transportes y Telecomunicaciones e integra las comisiones de Medio Ambiente y Recursos Naturales; y Zonas Extremas y Antártica Chilena. Es parte de la bancada del Frente Amplio.

## Pensamiento político
Sáez se define como eco socialista, apuntando a un modelo de desarrollo sostenible, basado en una matriz productiva más compleja, con énfasis en energías renovables no convencionales, también es partidario de un impuesto a los súper ricos. Sáez es partidario de regularizar a los inmigrantes ilegales, pero estableciendo un control estricto en la frontera norte impidiendo la entrada de más personas.

## Historial electoral

### Primarias para gobernadores regionales de 2020
- Primarias de Gobernadores Regionales del Frente Amplio de 2020, para la Región de Los Lagos[4]

### Elecciones de gobernador regional de 2021
- Elección de gobernador regional de 2021 para la gobernación de la Región de Los Lagos, Primera vuelta.[5]

### Elecciones parlamentarias de 2021
- Elecciones parlamentarias de 2021 a Diputado por el distrito 26 (Calbuco, Cochamó, Maullín, Puerto Montt, Ancud, Castro, Chaitén, Chonchi, Curaco de Vélez, Dalcahue, Futaleufú, Hualaihué, Palena, Puqueldón, Queilén, Quellón, Quemchi, Quinchao).[6]